# Add Violence
Albums de Nine Inch Nails
Not the Actual Events
(2016) Bad Witch
(2018)
Add Violence est un EP du groupe Nine Inch Nails. Sorti en version numérique le 19 juillet 2017 sur le label The Null Corporation, il sera suivi par une publication associée à des éléments physiques la semaine du 8 août et une sortie de CD le 13 octobre 2017. Une version vinyle 12" a vu le jour le 17 novembre. Il s'agit du deuxième EP d'une trilogie proposée à la suite de la publication en 2016 de Not the Actual Events. Le troisième et dernier EP de la série Bad Witch a été publié en 2018.
Le 13 juillet 2017, l'EP a été officiellement annoncé et le single principal Less Than, accompagné d'une vidéo musicale dirigée par Brook Linder, ont été mis en ligne. Le 18 juillet, This Is not the Place a été diffusé avec une vidéo musicale réalisée par Alex Lieu.

## Thèmes et composition
Trent Reznor a déclaré à propos de la création de l'EP :

« Quelque chose que nous avons toujours fortement ressenti est que le rôle de ce qu'on appelle le rock est de se sentir libre, de pouvoir s'exprimer, de ne pas faire de compromis et de relever un défi. En général, il me semble, d'après mon point de vue et je pense que Atticus a le même sentiment, que la plupart des divertissements, en particulier la musique, sont plutôt ennuyeux. Certainement, le rock est barbant. Beaucoup de ce qui est considéré comme un "truc cool" reste assez générique et semble, dans la plupart des cas, comme un appel désespéré à une diffusion commerciale et au succès. Cela combiné avec notre propre vision du monde et une sorte de rêve éveillé, j'en étais arrivé à "Faisons un disque qui se révèle difficile et passionnant pour nous ..." Je voulais que la musique soit un peu laide et hostile, pas qu'elle vous aspire avec une accroche sexy. [5] »

## Réception critique
L'EP a reçu des critiques généralement positives. Chez Metacritic, l'album a reçu un note moyenne de 76 sur 100, basé sur neuf avis, indiquant des « commentaires généralement favorables ». 
Gavin Miller de Drowned in Sound a donné à l'EP un score de 8 sur 10, en écrivant « Avec seulement cinq titres, c'est un peu léger sur le fond, mais ce que nous avons est un aperçu vraiment fascinant de l'état où en est Reznor avec NIN en ce moment. ». 
Kory Grow de Rolling Stone a également donné à l'album un bilan positif, en déclarant : « [il] contient toute l'agression, l'abjection et le dégoût de soi qui a consolidé la position de [Reznor] comme "Original Angster" du rock alternatif mais avec la retenue d'un homme de son âge. »

## Liste des pistes
| 1.    | Less Than            | 3:30  |
| 2.    | The Lovers           | 4:10  |
| 3.    | This Isn't the Place | 4:44  |
| 4.    | Not Anymore          | 3:07  |
| 5.    | The Background World | 11:44 |
| 27:13 |                      |       |